# 연안군 (왕족)
연안군(延安君, ? ~ 1345년 8월 19일 (음력 7월 14일), 율리우스력 8월 11일)은 고려 후기의 왕족이자 원나라의 귀족으로, 원나라의 심양왕을 역임했다. 고려 충렬왕의 손자이며 강양공 왕자의 아들이다. 이름은 왕고(王暠)이다. 단양대군 왕유와 형제지간이다.
원나라로부터 심왕에 봉작되었으며 충선왕, 충숙왕의 잠재적 경쟁자였으며 숙부 충선왕으로부터 심양왕 작위를 물려받았다. 한때 충숙왕의 총애를 받아 고려의 세자로 책봉되기도 했다. 공양왕의 외종조부이기도 하다. 자는 미상이고, 몽골식 이름은 완택독(完澤禿)이다.

## 생애

### 생애 초반
아버지는 충렬왕의 적장자로 왕위 계승권에서 밀려난 정신부주 소생 강양공 왕자였고, 할머니의 이름은 미상이다. 충선왕은 배다른 삼촌이 되고, 충숙왕과 공민왕은 사촌 형제간이었다. 또한 형제 연덕부원대군 훈의 딸 국대비 왕씨가 양양공 서의 5대손 정원군 균과 결혼, 34대 공양왕의 생모가 된다. 따라서 공양왕에게도 외종조부가 된다.
고려 이름은 고이고, 몽골식 이름은 완택독(完澤禿, 몽골어:ᠥᠯᠵᠡᠶᠢᠲᠦ, Өлзийт)인데 이는 몽골어로 축복받은, 수복, 강녕을 뜻한다.
충선왕은 그를 총애하여 궁궐에 데려다놓고 아들처럼 길렀으며 관직을 내렸다. 후에 왕고가 성장하자 충선왕은 연안군에 봉했다.
심양왕과 고려의 국왕직을 겸했던 충선왕은 한때 아들 충숙왕 대신 왕고에게 고려 왕위를 넘겨주려 했으나 실패했다. 충선왕은 이후 1313년에 고려 국왕의 지위만 아들 충숙왕에게 넘겨주고 1316년 3월 심양왕의 지위는 자신이 총애하던 조카인 연안군 왕고에게 분리해서 내려줌에 따라 고려 국왕과 심양왕 사이에 갈등이 시작되었다. 연안군은 고려의 왕위를 노렸고 충숙왕은 자신이 심양왕이며 연안군에게는 심양왕 세자라 칭하였다. 그러나 충선왕은 연안군이 눌륜공주의 부마라는 점을 근거로 들어 연안군에게 심양왕위를 주었고, 반대로 충숙왕도 계속 그에게 심양왕의 자리를 요구하였다.

### 정변 기도와 실패
1320년(충숙왕 7년) 연안군은 원나라에서 영종이 즉위하자 그의 신임을 얻고 고려의 왕위를 넘보게 되었다. 당시 고려 조정에서는 권한공(權漢功), 채홍철(蔡洪哲), 채하중(蔡河中)·조적(曺적) 등이 이른바 그를 추대하려 하였으며 이들은 심왕당(瀋王黨)을 만들어 연안군을 고려 왕으로 옹립하고자 했다.
1321년 충숙왕은 정사를 게을리 한다는 심왕당의 참소를 받고 원나라에 소환, 대도로 압송되어 고려 국왕인(國王印)을 빼앗기고 구류되다시피 하여 국왕으로서의 행세를 제대로 하지 못했다. 이 기간 중에 연안군은 고려 국왕 행세를 하였다. 그러나 1323년 원나라에서 영종이 살해되고 태정제(泰定帝)가 즉위하자 태정제는 충숙왕에게 국왕인을 돌려주었다. 충숙왕이 귀국하여 왕고는 다시 심양으로 돌아갔고 심왕당의 세력은 수그러졌다.
1328년(충숙왕 15) 7월 연안군은 충숙왕 폐위를 기도했으나 실패하고 반란은 진압되었다. 요왕 탈탈은 원나라로 소환돼 원나라의 황족들에 의해 죽임당했다. 같은 해 연안군의 장인 양왕 송산(梁王 松山)은 자신의 친척 태평왕(太平王) 연첩목아(燕帖木兒)와 유림(柳林)에서 싸우다가 패하여 죽었다. 이로서 그의 정변기도는 실패했다.
1339년(충숙왕 복위 8) 충숙왕이 사망하자 연안군은 다시 원나라의 유력자인 바얀(伯顔)의 후원을 받아 고려 왕위를 차지하고자 충혜왕과 대립했다. 이에 심왕당은 충혜왕의 궁을 습격하는 등 치열한 싸움을 벌였으나, 충혜왕이 승리하고 연안군 옹립운동은 다시 좌절되었다.

### 생애 후반
1344년 다시 충혜왕이 죽고 어린 충목왕이 즉위하자 연안군은 다시 고려의 왕위를 차지할 계획을 세웠으나 원나라 황실을 등에 업은 덕녕공주의 제지로 쿠데타 기도는 사전에 무산되었다. 연안군은 1345년 심양에서 사망하였다.

## 가계
개성왕씨 성원록에 의하면 아들 강릉군 덕수 외에도 탈탈첩본아라는 아들이 있었다 한다. 장남 강릉군의 생몰년과 행적은 미상이다.
- 증조부: 원종(元宗, 1219~1274 재위:1259~1274)
  - 조부: 충렬왕(忠烈王, 1236~1308 재위:1274~1298, 복위:1299~1308)
    - 아버지: 강양공(江陽公, ? ~1308)
      - 형: 심양왕(瀋陽王, 1307 또는 1308~1310)
      - 형: 연덕부원대군 왕훈(延德府院大君 王塤)
      - 형: 단양부원대군 왕유(丹陽府院大君 王王+有)
        - 조카 : 양원군(陽原君) 이름 미상

      - 부인: 눌륜공주(訥倫公主, ? - 1328년), 원나라 양왕 송산(梁王 松山)의 딸 (계국대장공주의 조카)
        - 아들: 강릉대군(江陵大君) 왕덕수(王德壽)
          - 손자: 심왕(瀋王, 1310~1388) 톡타부카(篤朶不花 혹은 脫脫不花)
          - 손자: 테그부카(帖古不花)
          - 손자: 위타불화(爲朶不花)

        - 아들 : 탈탈첩본아(脫脫帖本兒)
- 장인 : 양왕 송산(梁王 松山)
  - 처남 : 양왕 왕선(梁王 王禪)

## 같이 보기
- 충숙왕
- 충선왕
- 덕흥군
- 심양왕
- 정동행성

| 전임 고려 충선왕 | 제2대 심왕 1314년 3월 — 1345년 7월 | 후임 고려 충목왕 |

| 전임 고려 충숙왕 | 고려 왕 (비정통) 1322년 — 1323년 | 후임 고려 충숙왕 |

1. ↑  음력 3월 9일, 율리우스력 4월 1일